# Roskilde Højskole (dokumentarfilm)
|  | Denne artikel er oprettet af botten Steenthbot ud fra en ekstern database. Den kan derfor have sproglige fejl eller mangler. Denne skabelon kan fjernes efter kontrol af indholdet. |

 For alternative betydninger, se Roskilde Højskole (flertydig). (Se også artikler, som begynder med Roskilde Højskole)
Roskilde Højskole er en dansk oplysningsfilm fra 1940.

## Handling
Reklame for Arbejdernes Oplysnings Forbund: Da en mand får en arbejdsskade, bruger han sin fritid på kortspil og kedsomhed. Men "fritid forpligter" og skal bruges på at blive rigere, klogere og friere - og det er der mulighed for igennem ophold på en højskole. Familier kan komme på "Folkeferie for landboere" i sommerferien. Fritiden kan bruges i 'fritidsklub', hvor man synger sammen, laver håndarbejde, spiller skak og drikker kaffe. Fritiden kan bruges til berigende oplevelser sammen med andre og dygtiggørelse. Men fritid er også fri tid, fornøjelse og fornyelse.